# Aymar du Rivail
Aymar du Rivail Seigneur de la Rivallière (auch Aymarus Rivallius oder Rivalius; geboren zwischen 1489 und 1491 in Saint-Marcellin (Isère); gestorben zwischen 1557 und 1560) war ein französischer Rechtshistoriker und Historiker aus der Dauphiné. Er gilt als Begründer der Rechtsgeschichte und verfasste als erster eine Untersuchung zum römischen Zwölftafelgesetz.

## Leben
Aymar du Rivail war der dritte Sohn von Guigo oder Guy I. du Revail, der von 1486 bis 1493 Vibailli in Saint-Marcellin war. Von Aymar du Rivail wurde er als praeses Marcellinopolitanus bezeichnet, wobei unklar ist, ob damit eine offizielle, nach 1493 bekleidete Stelle gemeint war und welche Funktion mit der Bezeichnung praeses gemeint sein könnte. Friedrich Karl von Savigny deutete es als nicht näher bestimmte Präsidentenstelle. Das Jahr seiner Geburt ist unsicher, lag zwischen 1489 und 1491, wobei in der Folge von Alfred de Terrebasse, der ein Manuskript Aymar du Rivails veröffentlicht hat, oftmals 1491 angenommen wird.
Aymar du Rivail besuchte die Schule in Romans-sur-Isère und wurde in Grammatik, Rhetorik und Logik unterrichtet. Der Familientradition folgend – sowohl sein Großvater als auch sein Vater waren Juristen, sein Vater gar ein Legum Doctor – studierte er Recht zunächst an der Universität Avignon, dann bei Iason Mainus und Philippus Decius an der Universität Pavia. Noch 1512 war er in Pavia anwesend und hörte das Donnern der Geschütze im Krieg der Heiligen Liga während der Belagerung von Mailand.
Im Jahr 1513 war er als Erzieher der Prinzessin Renée de France, Tochter von Königin Anne de Bretagne, vorgesehen, doch scheiterte die Umsetzung an Annes Tod am 9. Januar 1514. So trat Aymar du Rivail stattdessen eine bis 1515 dauernde Reise durch Italien an. Ihr Ergebnis war seine Historia juris, die 1515 unter dem Titel Aymari Rivallii Allobrogis Juris consulti ac Oratoris Libri de historia Juris civilis et pontificii bei dem Buchhändler Olivelli, der hierfür von du Rivail das Privileg erhalten hatte, in Valence gedruckt wurde. Besser bekannt wurde das Werk unter dem Titel, mit dem es 1527 in Mainz gedruckt wurde: Civilis Historiae Iuris, sive in duodecim Tabul. Leges Commentariorum libri quinque. Historiae item Juris pontificii liber Singularis.
Mit diesem Werk, das erstmals der Wiedergewinnung des römischen Zwölftafelgesetzes gewidmet war, begründete Aymar du Rivail das neue Wissenschaftsgebiet der Geschichte nicht nur des Römischen Rechts, sondern des Rechts überhaupt. Unterteilt in fünf Bücher, behandelte es die Geschichte der römischen Könige, die Volksbeschlüsse, die Senatskonsulte und prätorischen Edikte, die Dekrete und Responsen der römischen Kaiserzeit, zudem auch das kanonische Recht. Zugeeignet war das Werk dem Kanzler von Frankreich, Antoine Duprat.
Als 1521 vier neue Ratsstellen im Parlement von Grenoble geschaffen wurden, bestellte man Aymar du Rivail als conseiller du roi, auch au parlement oder en Dauphiné, zum Rat. Er scheint diese Stelle bis zu seinem Tod innegehabt zu haben. Sein Todesjahr ist nicht genau bekannt, seinem Testament zufolge hat er am 16. April 1557 noch gelebt. 1560 wurde einer seiner Söhne aus zweiter Ehe, eine erste Ehe blieb kinderlos, Rat in Grenoble. Man nimmt daher an, dass Aymar du Rivail zu diesem Zeitpunkt bereits verstorben war.
Aus seinem Nachlass stammt das Manuskript einer neunbändigen Geschichte der „Allobroger“, die 1844 von Alfred de Terrebasse unter dem Titel De Allobrogibus libri novem herausgegeben wurde. In den neun Büchern behandelt du Rivail die Geschichte und Denkmäler der Dauphiné, Savoyens, des Comtat Venaissin, der Bresse sowie von Teilen der Provence, der Schweiz und des Piemont. In diesem Werk findet sich unter anderem die erste Beschreibung des römischen Bogens von Orange. Darüber hinaus soll er 1516 einen nicht erhaltenen Kommentar zum Konkordat von Bologna verfasst haben.

## Werk
- Civilis Historiae Iuris, sive in duodecim Tabul. Leges Commentariorum libri quinque. Historiae item Juris pontificii liber Singularis. Valence 1515 (Digitalisat).
- De Allobrogibus libri novem, ex autographo codice Bibliothecae Regis editi, cura et sumptibus Alfredi de Terrebasse. Girard, Vienne 1844 (Digitalisat).